# Domenico Lo Vasco
Domenico Lo Vasco, bijgenaamd Mimmo (Brescia, 20 april 1928 – Palermo, 17 april 2020) was een Italiaans advocaat in strafzaken en burgemeester van Palermo (1990-1992).

## Levensloop
Lo Vasco studeerde aan de universiteit van Palermo. Hij behaalde de diploma’s rechtsgeleerdheid en politieke wetenschappen. Nadien werd hij advocaat in strafzaken. In de jaren 1970 was hij zowel gemeenteraadslid als burgemeester van de gemeente Marineo op Sicilië. Hij behoorde tot de Democrazia Cristiana, de christendemocratische partij van Italië.
In de jaren 1980 zetelde hij als gemeenteraadslid in Palermo en bekleedde ambten van wethouder. Hij volgde burgemeester Leoluca Orlando op in 1990. Deze periode was gekenmerkt door de Primavera di Palermo of de Lente van Palermo: het was een beweging voor rechtszekerheid in culturele en bestuurlijke kwesties, als een afzetting tegen de maffia. Onder zijn burgemeestersambt werd de restauratie van het Teatro Massimo gestart, een restauratie die stil lag sinds 1974. Hij startte de bouw van een ringweg van bijna vijf kilometer rond de stad.
In 1992 trad Lo Vasco af. 
Hij verliet de politiek in 1997 en hernam zijn carrière als advocaat in strafzaken. Hij werd gepromoveerd tot hoofd van de balie van advocaten van Palermo.